# «Болонья» в Кубку Мітропи
Нижче наведений список усіх матчів футбольного клубу «Болонья» у Кубку Мітропи, місця проведення цих матчів, а також автори голів, склади команди. Також містить статистичні дані гравців і тренерів клубу в матчах турніру.
Кубок Мітропи вперше був проведений у 1927 році для провідних клубів Центральної Європи. «Болонья» вперше брала участь в 1932 році, одразу здобувши перемогу в турнірі. Клуб став володарем кубка за результатами перемоги у півфіналі, адже обидва учасники іншого півфіналу були дискваліфіковані. Другу перемогу в Кубку Мітропи клуб святкував у 1934 році. Загалом команда п'ять разів виступала в Кубку Мітропи в період найбільшої популярності турніру (1927—1940).
В 50-х роках проведення кубку було відновлене. В цей час формат його проведення регулярно змінювався, а рівень і статус учасників падав. В період з 1955 по 1989 рік «Болонья» вісім разів брала участь у змаганнях. Стала переможцем у 1961 році, а також грала у фіналі в 1962 і 1989 роках.

## Статистика виступів
| Сезони | Матчі | Перемоги | Нічиї | Поразки | Різниця м'ячів |
| ------ | ----- | -------- | ----- | ------- | -------------- |
| 5      | 20    | 9        | 1     | 10      | 43 — 35        |

| Сезони | Матчі | Перемоги | Нічиї | Поразки | Різниця м'ячів |
| ------ | ----- | -------- | ----- | ------- | -------------- |
| 8      | 35    | 13       | 8     | 14      | 58 — 62        |

## Список матчів
Кубок Мітропи 1932
| 1/4 фіналу 10.06.1932 | «Болонья»                                         | 5:0 | «Спарта» (Прага) | Болонья                                                             |  |
| | 2' Регуццоні 16' 20' Маїні 43' Ск'явіо 68' Бальді |     |                  | Стадіон: «Літторале» Глядачі: 22 000 Суддя: Адольф Майзль (Австрія) |  |
| Болонья: Джанні — Мондзельйо, Гаспері — Монтесанто, Бальді, Мартеллі — Маїні, Сансоне, Ск'явіо(к), Федулло, Регуццоні, тренер: Й.Надь Спарта: Ледвіна — Бургр(к), Пернер — Коштялек, Кноблох-Маделон, Србек — Подразіл, Сильний, Брен, Неєдлий, Соколарж, тренер: Гоєр |                                                   |     |                  |                                                                     |  |

| 1/4 фіналу 28.06.1932 | «Спарта» (Прага)                                | 3:0 (3:5 заг.) | «Болонья» | Прага                                                       |  |
| | 33' (пен.) Неєдлий 34' (аг) Донаті 62' Подразіл |                |           | Стадіон: Летна Глядачі: 16 000 Суддя: Ойген Браун (Австрія) |  |
| Спарта: Немець — Бургр, Чтиржокий — Коштялек, Пешек(к), Србек — Подразіл, Пелчнер, Брен, Неєдлий, Фабера, тренер: Гоєр Болонья: Джанні — Мондзельйо, Гаспері — Донаті, Монтесанто(к), Мартеллі — Маїні, Сансоне, Оттані, Федулло, Регуццоні, тренер: Й.Надь |                                                 |                |           |                                                             |  |

| 1/2 фіналу 10.07.1932 | «Болонья»             | 2:0  | «Ферст Вієнна» | Болонья                                                                              |  |
| | 60' Маїні 89' Сансоне | звіт |                | Стадіон: «Стадіо Літторале» Глядачі: 18 000 Суддя: Франтішек Цейнар (Чехословаччина) |  |
| Болонья: Маріо Джанні, Еральдо Мондзельйо, Феліче Гаспері, Маріо Монтесанто, Гастоне Бальді, Гастоне Мартеллі, Бруно Маїні, Рафаель Сансоне, Анджело Ск'явіо (к), Франсиско Федулло, Карло Регуццоні. Тренер: Йожеф Надь Вієнна: Карл Горешовський — Карл Райнер, Йозеф Блум(к) — Отто Каллер, Леопольд Гофманн, Віллібальд Шмаус — Антон Брозенбауер, Йозеф Адельбрехт, Фрідріх Гшвайдль, Густав Тегель, Франц Шенветтер, тренер: Фердинанд Фрітум |                       |      |                |                                                                                      |  |

| 1/2 фіналу 17.07.1932 | «Ферст Вієнна»       | 1:0 (1:2 заг.) | «Болонья» | Відень                                                            |  |
| | 13' (пен.) Шенветтер | звіт           |           | Стадіон: Гоге Варте Глядачі: 15 000 Суддя: Рене Мерсе (Швейцарія) |  |
| Вієнна: Карл Горешовський — Карл Райнер, Йозеф Блум(к) — Отто Каллер, Леопольд Гофманн, Леонард Маху — Антон Брозенбауер, Йозеф Адельбрехт, Фрідріх Гшвайдль, Густав Тегель, Франц Шенветтер, тренер: Фердинанд Фрітум Болонья: Маріо Джанні, Еральдо Мондзельйо, Феліче Гаспері, Маріо Монтесанто, Гастоне Бальді, Гастоне Мартеллі, Бруно Маїні, Рафаель Сансоне, Анджело Ск'явіо (к), Франсиско Федулло, Карло Регуццоні. Тренер: Йожеф Надь - На 7-й хвилині Йозеф Блум не забив пенальті |                      |                |           |                                                                   |  |

Кубок Мітропи 1934
| 1/8 фіналу 17 червня 1934 | Болонья                  | 2:0        | Бочкаї (Дебрецен) | Болонья                                                  |  |
| | Регуццоні 3' Ск'явіо 31' | (протокол) |                   | Стадіон: Літторале Глядачі: 12 000 Суддя: Августин Крист |  |
| Болонья: Маріо Джанні, Еральдо Мондзельйо, Феліче Гаспері, Альдо Донаті, Франческо Окк'юцці, Гастоне Мартеллі, Бруно Маїні, Джордано Корсі, Анджело Ск'явіо (к), Франсиско Федулло, Карло Регуццоні, тренер: Лайош Ковач Бочкаї: Дьюла Альберті, Йожеф Ваго, Йожеф Янжо, Іштван Палоташ, Ференц Одрі, Золтан Санізло, Імре Маркош, Єне Вінце, Паль Телекі, Іштван Доце, Шандор Гевеші, тренер Бела Яношші |                          |            |                   |                                                          |  |

| 1/8 фіналу 24 червня 1934 | Бочкаї (Дебрецен)    | 2:1        | Болонья       | Дебрецен                                              |  |
| | Гевеші 18' Вінце 66' | (протокол) | Регуццоні 49' | Стадіон: Надьєрдеї Глядачі: 12 000 Суддя: Ойген Браун |  |
| Бочкаї: Дьюла Альберті, Йожеф Ваго, Йожеф Янжо, Іштван Палоташ, Ференц Одрі, Золтан Санізло, Імре Маркош, Єне Вінце, Паль Телекі, Іштван Доце, Шандор Гевеші, тренер Бела Яношші Болонья: Маріо Джанні, Еральдо Мондзельйо, Феліче Гаспері, Маріо Монтесанто, Франческо Окк'юцці, Гастоне Мартеллі, Бруно Маїні, Джордано Корсі, Анджело Ск'явіо (к), Франсиско Федулло, Карло Регуццоні, тренер Лайош Ковач |                      |            |               |                                                       |  |

| 1/4 фіналу 1 липня 1934 | Болонья                                                     | 6:1        | Рапід (Відень)    | Болонья                                               |  |
| | Пераццоло 20' Ск'явіо 35' 78' Регуццоні 50' 87' Фйоріні 57' | (протокол) | Біндер 38' (пен.) | Стадіон: Літторале Глядачі: 18 000 Суддя: Ференц Клуг |  |
| Болонья: Маріо Джанні, Діно Фйоріні, Феліче Гаспері, Маріо Монтесанто, Альдо Донаті, Джордано Корсі, Бруно Маїні, Маріо Пераццоло, Анджело Ск'явіо (к), Франсиско Федулло, Карло Регуццоні, тренер Лайош Ковач Рапід: Рудольф Рафтль, Карл Єстраб, Леопольд Цейка, Франц Вагнер, Йозеф Смістик, Ганс Пессер, Йоганн Остерманн, Карл Гохрайтер, Йозеф Біцан, Франц Біндер, Алоїз Оренбергер, тренер Едуард Бауер |                                                             |            |                   |                                                       |  |

| 1/4 фіналу 8 липня 1934 | Рапід (Відень)                      | 4:1        | Болонья                      | Відень                                                        |  |
| 18:00 CET | Біндер 1' 71' (пен.) 74' 80' (пен.) | (протокол) | Регуццоні 41' Мондзельйо 65' | Стадіон: Пратерштадион Глядачі: 20 000 Суддя: Богумил Женишек |  |
| Рапід: Рудольф Рафтль, Карл Єстраб, Леопольд Цейка, Франц Вагнер, Йозеф Смістик, Йоганн Луеф, Йоганн Остерманн, Франц Фахет, Маттіас Кабурек, Франц Біндер, Ганс Пессер, тренер Едуард Бауер Болонья: Маріо Джанні, Еральдо Мондзельйо, Феліче Гаспері, Маріо Монтесанто (к), Альдо Донаті, Джордано Корсі, Діно Фйоріні, Маріо Пераццоло, Бруно Маїні, Франсиско Федулло, Карло Регуццоні, тренер Лайош Ковач - На 14-й хвилині Франц Біндер не забив пенальті (парирував Маріо Джанні) |                                     |            |                              |                                                               |  |

| 1/2 фіналу 15 липня 1934 | Ференцварош | 1:1        | Болонья   | Будапешт                                             |  |
| | Тольді 9'   | (протокол) | Маїні 12' | Стадіон: Іллеї ут Глядачі: 19 000 Суддя: Ойген Браун |  |
| Ференцварош: Йожеф Хада, Нандор Бан, Лайош Кораньї, Анталь Ліка, Янош Море, Дьюла Лазар, Міхай Танкош, Дьюла Польгар, Дьордь Шароші, Геза Тольді, Шандор Барна, тренер Золтан Блум Болонья: Маріо Джанні, Діно Фйоріні, Феліче Гаспері, Маріо Монтесанто, Альдо Донаті, Джордано Корсі, Бруно Маїні, Маріо Пераццоло, Анджело Ск'явіо (к), Франсиско Федулло, Карло Регуццоні, тренер Лайош Ковач - На 33-й хвилині Анджело Ск'явіо не забив пенальті (парирував Йожеф Хада) |             |            |           |                                                      |  |

| 1/2 фіналу 22 липня 1934 | Болонья                                              | 5:1        | Ференцварош | Болонья                                                  |  |
| | Пераццоло 5' Маїні 30' Ск'явіо 47' 50' Регуццоні 66' | (протокол) | Шароші 6'   | Стадіон: Літторале Глядачі: 23 000 Суддя: Августин Крист |  |
| Болонья: Маріо Джанні, Еральдо Мондзельйо, Феліче Гаспері, Маріо Монтесанто, Альдо Донаті, Джордано Корсі, Бруно Маїні, Маріо Пераццоло, Анджело Ск'явіо (к), Франсиско Федулло, Карло Регуццоні, тренер Лайош Ковач Ференцварош: Йожеф Хада, Нандор Бан, Лайош Кораньї, Анталь Ліка, Янош Море, Дьюла Лазар, Міхай Танкош, Дьюла Польгар, Дьордь Шароші, Геза Тольді, Тібор Кемень, тренер Лайош Ковач |                                                      |            |             |                                                          |  |

| фінал 5 вересня 1934 | Адміра (Відень)                                   | 3:2        | Болонья                             | Відень                                                             |  |
| | Карл Штойбер 55' Адольф Фогль 56' Антон Шалль 59' | (протокол) | 7' Альдо Співак 25' Карло Регуццоні | Стадіон: Пратерштадіон Глядачі: 50 000 Суддя: Вільям Волтер Волден |  |
| Адміра: Петер Пляцер, Роберт Павлічек, Антон Янда, Йоганн Урбанек, Карл Гуменбергер, Йозеф Міршицка, Ігнац Зігль , Вільгельм Ганеманн, Карл Штойбер, Антон Шалль, Адольф Фогль, тренери: Ганс Козоурек, Йоганн Сколаут · Болонья: Маріо Джанні, Еральдо Мондзельйо, Феліче Гаспері, Маріо Монтесанто , Альдо Донаті, Джордано Корсі, Бруно Маїні, Рафаель Сансоне, Альдо Співак, Франсиско Федулло, Карло Регуццоні, тренер:Лайош Ковач - На 53-й хвилині Карл Гуменбергер не забив пенальті (парирував Маріо Джанні) · |                                                   |            |                                     |                                                                    |  |

| фінал 9 вересня 1934 | Болонья                                                           | 5:1        | Адміра (Відень)         | Болонья                                                       |  |
| | Бруно Маїні 22' Карло Регуццоні 34' 39' 87' Франсиско Федулло 44' | (протокол) | 32' (пен.) Адольф Фогль | Стадіон: Літторале Глядачі: 25 000 Суддя: Артур Джеймс Джуелл |  |
| Болонья: Маріо Джанні, Еральдо Мондзельйо, Феліче Гаспері, Маріо Монтесанто, Альдо Донаті, Джордано Корсі, Бруно Маїні, Рафаель Сансоне, Анджело Ск'явіо , Франсиско Федулло, Карло Регуццоні, тренер:Лайош Ковач · Адміра: Петер Пляцер, Роберт Павлічек, Антон Янда, Йоганн Урбанек, Карл Гуменбергер, Йозеф Міршицка, Леопольд Фогль, Карл Дурспект, Карл Штойбер, Вільгельм Ганеманн, Адольф Фогль , тренери: Ганс Козоурек, Йоганн Сколаут · |                                                                   |            |                         |                                                               |  |

Кубок Мітропи 1936
| 1/8 фіналу 21 червня 1936 | Болонья              | 2:1        | Аустрія (Відень)  | Болонья                                               |  |
| | Маїні 7' Ск'явіо 22' | (протокол) | Фіртль 72' (пен.) | Стадіон: Літторале Глядачі: 13 000 Суддя: Юліус Брюль |  |
| Маріо Джанні, Діно Фйоріні, Феліче Гаспері, Маріо Монтесанто, Мікеле Андреоло, Джордано Корсі, Бруно Маїні, Рафаель Сансоне, Анджело Ск'явіо (к), Франсиско Федулло, Карло Регуццоні, тренер: Арпад Вейс Рудольф Церер, Карл Андріц, Карл Сеста, Карл Адамек, Ганс Мок, Вальтер Науш (к), Франц Ріглер, Йозеф Штро, Маттіас Сінделар, Камілло Єрусалем, Рудольф Фіртль, тренер: Вальтер Науш |                      |            |                   |                                                       |  |

| 1/8 фіналу 28 червня 1936 | Аустрія (Відень)                       | 4:0        | Болонья | Відень                                                      |  |
| 17:30 CET | Єрусалем 12' 90' Штро 30' Сінделар 86' | (протокол) |         | Стадіон: Пратерштадіон Глядачі: 32 000 Суддя: Міхай Іванчич |  |
| Рудольф Церер, Карл Андріц, Карл Сеста, Карл Адамек, Ганс Мок, Вальтер Науш (к), Франц Ріглер, Йозеф Штро, Маттіас Сінделар, Камілло Єрусалем, Рудольф Фіртль, тренер: Вальтер Науш Маріо Джанні, Діно Фйоріні, Феліче Гаспері (к), Маріо Монтесанто, Мікеле Андреоло, Альдо Донаті, Бруно Маїні, Амедео Б'яваті, Рафаель Сансоне, Франсиско Федулло, Карло Регуццоні, тренер: Арпад Вейс |                                        |            |         |                                                             |  |

Кубок Мітропи 1937
| 1/8 13 червня 1937 | Болонья       | 1:2        | Аустрія (Відень)        | Болонья                                                   |  |
| | Регуццоні 35' | (протокол) | Ноймер 66' Сінделар 80' | Стадіон: Літторале Глядачі: 17 000 Суддя: Паль фон Герцка |  |
| Болонья: Карло Черезолі, Діно Фйоріні, Феліче Гаспері, Маріо Монтесанто, Мікеле Андреоло, Джордано Корсі, Джованні Бузоні, Рафаель Сансоне, Анджело Ск'явіо (к), Франсиско Федулло, Карло Регуццоні, тренер: Арпад Вейс Аустрія: Рудольф Церер, Вільгельм Копетко, Карл Сеста, Карл Адамек, Ганс Мок, Карл Андріц, Франц Ріглер, Вальтер Науш (к), Маттіас Сінделар, Камілло Єрусалем, Леопольд Ноймер, тренери: Вальтер Науш і Маттіас Сінделар |               |            |                         |                                                           |  |

| 1/8 25 червня 1937 | Аустрія (Відень)                          | 5:1        | Болонья     | Відень                                                        |  |
| 18:00 CET | Сінделар 3' Науш 18' 69' 79' Єрусалем 86' | (протокол) | Ск'явіо 90' | Стадіон: Пратерштадіон Глядачі: 38 000 Суддя: Богумил Женишек |  |
| Аустрія: Рудольф Церер, Вільгельм Копетко, Карл Сеста, Карл Адамек, Ганс Мок, Карл Андріц, Франц Ріглер, Вальтер Науш (к), Маттіас Сінделар, Камілло Єрусалем, Леопольд Ноймер, тренери: Вальтер Науш і Маттіас Сінделар Болонья: Карло Черезолі, Діно Фйоріні, Феліче Гаспері, Маріо Монтесанто, Мікеле Андреоло, Джордано Корсі, Бруно Маїні, Рафаель Сансоне, Анджело Ск'явіо (к), Франсиско Федулло, Карло Регуццоні, тренер: Арпад Вейс |                                           |            |             |                                                               |  |

Кубок Мітропи 1939
| 1/4 18 червня 1939 | Венус (Бухарест) | 1:0 | Болонья        | Бухарест                                                     |  |
| | Єне 9'           |     | Пурічеллі ~60' | Стадіон: Арена Венус Глядачі: 12 000 Суддя: Ференц Майорский |  |
| "Венус": Ніколае Йордекеску, Лазер Сфера, Георге Албу, Рудолф Деметрович, Альфред Айзенбайссер, Йон Лупаш, Корнел Орза, Сілвіу Плоештяну, Юліу Бодола, Петре Вилков (к), Ніколае Єне, тренер: Бела Яноші "Болонья": П'єтро Феррарі, Маріо Паготто, Секондо Річчі, Бруно Маїні (к), Мікеле Андреоло, Джордано Корсі, Амедео Б'яваті, Рафаель Сансоне, Етторе Пурічеллі, Франсиско Федулло, Карло Регуццоні, тренер: Германн Фельснер |                  |     |                |                                                              |  |

| 1/4 25 червня 1939 | Болонья                                     | 5:0 | Венус (Бухарест) | Болонья                                                      |  |
| | Сансоне 20' Маїні 46' Регуццоні 68' 75' 88' |     |                  | Стадіон: Дель Літторьяле Глядачі: 9000 Суддя: Августин Кріст |  |
| "Болонья": П'єтро Феррарі, Діно Фйоріні, Секондо Річчі, Маріо Паготто, Мікеле Андреоло, Джордано Корсі, Амедео Б'яваті, Рафаель Сансоне, Бруно Маїні (к), П'єро Андреолі, Карло Регуццоні, тренер: Германн Фельснер "Венус": Ніколае Йордекеску, Лазер Сфера (к), Георге Албу, Альфред Айзенбайссер, Васіле Гайн, Йон Лупаш, Ніколае Єне, Корнел Орза, Сілвіу Плоештяну, Юліу Бодола, Траян Йордаке, тренер: Бела Яноші |                                             |     |                  |                                                              |  |

| 1/2 9 липня 1939 | Болонья               | 3:1        | Ференцварош | Болонья                                                  |  |
| | Пурічеллі 65' 71' 72' | (протокол) | Кісей 28'   | Стадіон: Літторале Глядачі: 20 000 Суддя: Роберт Грінвуд |  |
| "Болонья": П'єтро Феррарі, Маріо Паготто, Секондо Річчі, Бруно Маїні (к), Мікеле Андреоло, Джордано Корсі, Амедео Б'яваті, Рафаель Сансоне, Етторе Пурічеллі, П'єро Андреолі, Карло Регуццоні, тренер: Германн Фельснер "Ференцварош": Йожеф Хада, Шандор Татраї, Корнель Сойка, Бела Магда, Бела Шароші, Дьюла Лазар, Міхай Танкош, Дьордь Шароші (к), Дьюла Польгар, Іштван Кісеї, Ласло Дьєтваї, тренер: Дьордь Главай |                       |            |             |                                                          |  |

| 1/2 16 липня 1939 | Ференцварош           | 4:1        | Болонья           | Будапешт                                                  |  |
| 17:30 CET | Тольді 2' 64' 84' 85' | (протокол) | Пурічеллі 42' 77' | Стадіон: Іллеї ут Глядачі: 18 000 Суддя: Джеймс М. Вілшир |  |
| "Ференцварош": Йожеф Хада, Шандор Татраї, Корнель Сойка, Бела Магда, Бела Шароші, Дьюла Лазар, Міхай Танкош, Дьюла Кішш, Дьордь Шароші (к), Геза Тольді, Ласло Дьєтваї, тренер: Дьордь Главай "Болонья": П'єтро Феррарі, Маріо Паготто, Секондо Річчі, Бруно Маїні (к), Мікеле Андреоло, Джордано Корсі, Амедео Б'яваті, Рафаель Сансоне, Етторе Пурічеллі, П'єро Андреолі, Карло Регуццоні, тренер: Германн Фельснер |                       |            |                   |                                                           |  |

1955 — 1989 роки
| №  | Розіграш | Стадія | Дата та місце проведення | Команда 1                  | Рахунок | Команда 2           | Голи та інші дії               |
| -- | -------- | ------ | ------------------------ | -------------------------- | ------- | ------------------- | ------------------------------ |
| 1  | 1955     | 1/4    | 6.07.1955, Болонья       | Болонья                    | 2:4     | УДА (Прага)         | Півателлі-2 (1 пен)            |
| 2  | 1955     | 1/4    | 10.07.1955, Прага        | УДА (Прага)                | 3:0     | Болонья             |                                |
| 3  | 1960     | група  | 3.07.1960, Болонья       | Болонья                    | 1:3     | Хайдук (Спліт)      |                                |
| 4  | 1960     | група  | 10.07.1960, Спліт        | Хайдук (Спліт)             | 1:0     | Болонья             | Червелатті                     |
| 5  | 1961     | група  | 18.07.1961, Генуя        | Сампдорія                  | 1:1     | Болонья             | Паскутті                       |
| 6  | 1961     | Група  | 25.06.1961, Прага        | Спартак Сталінград (Прага) | 1:3     | Болонья             | Демарко, Веронезі-2            |
| 7  | 1961     | група  | 2.07.1961, Болонья       | Болонья                    | 2:1     | Аустрія (Відень)    | Демарко-2                      |
| 8  | 1961     | 1/2    | 1.11.1961, Кладно        | СОНП (Кладно)              | 1:2     | Болонья             | Демарко, Ренна                 |
| 9  | 1961     | 1/2    | 15.11.1961, Болонья      | Болонья                    | 1:0     | СОНП (Кладно)       | Россіні                        |
| 10 | 1961     | фінал  | 14.03.1962, Нітра        | Слован (Нітра)             | 2:2     | Болонья             | Нільсен, Перані                |
| 11 | 1961     | фінал  | 4.04.1962, Болонья       | Болонья                    | 3:0     | Слован (Нітра)      | Демарко, Нільсен, Паскутті     |
| 12 | 1962     | група  | 13.05.1962, Болонья      | Болонья                    | 2:1     | Црвена Звезда       | Демарко, Нільсен               |
| 13 | 1962     | група  | 20.05.1962, Белград      | Црвена Звезда              | 4:2     | Болонья             | Нільсен-2                      |
| 14 | 1962     | група  | 27.05.1962, Болонья      | Болонья                    | 3:0     | Слован (Братислава) | Демарко-2, Вінісіо             |
| 15 | 1962     | група  | 03.06.1962, Братислава   | Слован (Братислава)        | 2:1     | Болонья             | Нільсен                        |
| 16 | 1962     | група  | 10.06.1962, Будапешт     | Гонвед (Будапешт)          | 1:2     | Болонья             | Нільсен-2                      |
| 17 | 1962     | група  | 17.00.1962, Болонья      | Болонья                    | 5:1     | Гонвед (Будапешт)   | Паскутті, Нільсен-3, Демарко   |
| 18 | 1962     | 1/2    | 23.06.1962, Загреб       | Динамо (Загреб)            | 1:1     | Болонья             | Нільсен                        |
| 19 | 1962     | 1/2    | 30.06.1962, Болонья      | Болонья                    | 2:1     | Динамо (Загреб)     | Ренна, Паскутті                |
| 20 | 1962     | фінал  | 26.09.1962, Будапешт     | Вашаш                      | 5:1     | Болонья             | Нільсен                        |
| 21 | 1962     | 1/2    | 17.10.1962, Болонья      | Болонья                    | 2:1     | Вашаш               | Бульгареллі, Галлер            |
| 22 | 1963     | 1/4    | 29.05.1963, Будапешт     | МТК (Будапешт)             | 1:1     | Болонья             | Ланцкор-аг                     |
| 23 | 1963     | 1/4    | 5.06.1963, Болонья       | Болонья                    | 0:1     | МТК (Будапешт)      |                                |
| 24 | 1964     | 1/4    | 17.06.1964, Болонья      | Болонья                    | 1:0     | ОФК Белград         | Пантані                        |
| 25 | 1964     | 1/4    | 20.06.1964, Белград      | ОФК Белград                | 2:2     | Болонья             | Ді Месенас, Корраді            |
| 26 | 1964     | 1/2    | 24.06.1964, Болонья      | Болонья                    | 2:2     | Спартак Соколово    | Корраді, Пантані               |
| 27 | 1964     | 1/2    | 1.07.1964, Прага         | Спартак Соколово           | 3:0     | Болонья             |                                |
| 28 | 1972-73  | група  | 25.10.1972, Болонья      | Болонья                    | 2:2     | Динамо (Загреб)     | Савольді, Феделе               |
| 29 | 1972-73  | група  | 29.11.1972, Татабанья    | Баньяс Татабанья           | 3:0     | Болонья             |                                |
| 30 | 1972-73  | група  | 28.03.1973, Загреб       | Динамо (Загреб)            | 3:1     | Болонья             | Мальдера                       |
| 31 | 1972-73  | група  | 9.05.1973, Болонья       | Болонья                    | 1:2     | Баньяс Татабанья    | Ландіні                        |
| 32 | 1988-89  | 1/2    | 20.10.1988, Болонья      | Болонья                    | 5:2     | Ференцварош         | Лоренцо, Марронаро-3, Аалтонен |
| 33 | 1988-89  | 1/2    | 2.11.1988, Будапешт      | Ференцварош                | 3:3     | Болонья             | Полі-2 Лоренцо                 |
| 34 | 1988-89  | фінал  | 12.11.1988, Острава      | Банік (Острава)            | 2:1     | Болонья             | Алессіо                        |
| 35 | 1988-89  | фінал  | 8.12.1988, Болонья       | Болонья                    | 1:2     | Банік (Острава)     | Полі                           |

## Гравці
Всі футболісти, що грали в складі «Болоньї» в Кубку Мітропи в 1927—1940 роках.
| 1     | Карло Регуццоні    | Нападник    | 1932—1939  | 20 | 15 | 20 | 15 |
| 2     | Бруно Маїні        | Нападник    | 1932—1939  | 19 | 8  | 19 | 8  |
| 3     | Франсиско Федулло  | Нападник    | 1932—1939  | 17 | 1  | 17 | 1  |
| 4     | Феліче Гаспері     | Півзахисник | 1932—1937  | 16 | 0  | 16 | 0  |
| 5-6   | Джордано Корсі     | Захисник    | 1934—1939  | 15 | 0  | 15 | 0  |
| 5-6   | Маріо Монтесанто   | Півзахисник | 1932—1937  | 15 | 0  | 15 | 0  |
| 7-8   | Маріо Джанні       | Воротар     | 1932—1936  | 14 | 0  | 14 | 0  |
| 7-8   | Рафаель Сансоне    | Нападник    | 1932—1939  | 14 | 1  | 14 | 1  |
| 9     | Анджело Ск'явіо    | Нападник    | 1932—1937  | 12 | 8  | 12 | 8  |
| 10    | Еральдо Мондзельйо | Захисник    | 1932—1934  | 10 | 0  | 16 | 0  |
| 11    | Альдо Донаті       | Півзахисник | 1932—1936  | 9  | 0  | 9  | 0  |
| 12-13 | Мікеле Андреоло    | Півзахисник | 1936—1939  | 8  | 0  | 8  | 0  |
| 12-13 | Діно Фйоріні       | Захисник    | 1934—1939  | 8  | 0  | 8  | 0  |
| 14    | Гастоне Мартеллі   | Півзахисник | 1932—1934  | 6  | 0  | 6  | 0  |
| 15    | Амедео Б'яваті     | Нападник    | 1936, 1939 | 5  | 0  | 4  | 0  |
| 16-19 | Маріо Паготто      | Захисник    | 1939       | 4  | 0  | 4  | 0  |
| 16-19 | Маріо Пераццоло    | Нападник    | 1934       | 4  | 2  | 16 | 3  |
| 16-19 | Секондо Річчі      | Захисник    | 1939       | 4  | 0  | 4  | 0  |
| 16-19 | П'єтро Феррарі     | Воротар     | 1939       | 4  | 0  | 4  | 0  |
| 20-22 | П'єро Андреолі     | Нападник    | 1939       | 3  | 0  | 3  | 0  |
| 20-22 | Гастоне Бальді     | Півзахисник | 1932       | 3  | 1  | 3  | 1  |
| 20-22 | Етторе Пурічеллі   | Нападник    | 1939       | 3  | 4  | 3  | 4  |
| 23-24 | Карло Черезолі     | Воротар     | 1937       | 2  | 0  | 11 | 0  |
| 23-24 | Франческо Окк'юцці | Півзахисник | 1934       | 2  | 0  | 2  | 0  |
| 25-27 | Джованні Бузоні    | Нападник    | 1937       | 1  | 0  | 1  | 0  |
| 25-27 | Джерардо Оттані    | Нападник    | 1932       | 1  | 0  | 1  | 0  |
| 25-27 | Альдо Співак       | Нападник    | 1934       | 1  | 1  | 1  | 1  |

## Бомбардири
Всі футболісти, що забивали в складі «Болоньї» в Кубку Мітропи в 1927—1940 роках.
| №    | Ім'я              | Позиція     | Роки виступів | В складі «Болоньї» |    |
| Голи | Матчі             |             |               |                    |    |
| ---- | ----------------- | ----------- | ------------- | ------------------ | -- |
| 1    | Карло Регуццоні   | Нападник    | 1932—1939     | 14                 | 20 |
| 2    | Анджело Ск'явіо   | Нападник    | 1932—1937     | 8                  | 12 |
| 2    | Бруно Маїні       | Нападник    | 1932—1939     | 8                  | 19 |
| 4    | Етторе Пурічеллі  | Нападник    | 1939          | 4                  | 3  |
| 5    | Маріо Пераццоло   | Нападник    | 1934          | 2                  | 4  |
| 6    | Франсиско Федулло | Нападник    | 1932—1939     | 1                  | 12 |
| 6    | Рафаель Сансоне   | Нападник    | 1932—1939     | 1                  | 14 |
| 6    | Гастоне Бальді    | Півзахисник | 1932          | 1                  | 3  |
| 6    | Альдо Співак      | Нападник    | 1934          | 1                  | 1  |

## Інша статистика
| № | Ім'я             | Роки      | Кількість матчів |
| - | ---------------- | --------- | ---------------- |
| 1 | Лайош Ковач      | 1934      | 8                |
| 2 | Йожеф Надь       | 1932      | 4                |
| 2 | Арпад Вейс       | 1936—1937 | 4                |
| 2 | Германн Фельснер | 1939      | 4                |

| № | Ім'я             | Роки       | Кількість матчів |
| - | ---------------- | ---------- | ---------------- |
| 1 | Анджело Ск'явіо  | 1932—1937  | 12               |
| 2 | Бруно Маїні      | 1939       | 4                |
| 3 | Маріо Монтесанто | 1932, 1934 | 3                |
| 4 | Феліче Гаспері   | 1936       | 1                |

| Дата       | Матч                        | Глядачі |
| ---------- | --------------------------- | ------- |
| 05.09.1934 | «Адміра» — «Болонья» — 3:2  | 50 000  |
| 25.06.1937 | «Аустрія» — «Болонья» — 5:1 | 38 000  |
| 28.06.1936 | «Аустрія» — «Болонья» — 5:1 | 32 000  |

| Ім'я               | Дата       | Матч                            | Хвилина |
| ------------------ | ---------- | ------------------------------- | ------- |
| Еральдо Мондзельйо | 08.07.1934 | «Рапід» — «Болонья» — 4:1       | 65      |
| Етторе Пурічеллі   | 18.06.1939 | «Венус» — «Болонья» — 1:0       | 60      |
| Етторе Пурічеллі   | 16.07.1939 | «Ференцварош» — «Болонья» — 4:1 | 77      |

| Ім'я             | Дата       | Матч                            | Хвилини    |
| ---------------- | ---------- | ------------------------------- | ---------- |
| Карло Регуццоні  | 9.09.1934  | «Болонья» — «Адміра» — 5:1      | 34, 39, 87 |
| Карло Регуццоні  | 29.06.1939 | «Болонья» — «Венус» — 5:0       | 68, 75, 88 |
| Етторе Пурічеллі | 9.07.1939  | «Болонья» — «Ференцварош» — 3:1 | 65, 71, 72 |

| Ім'я         | Дата       | Матч                             | Хвилина |
| ------------ | ---------- | -------------------------------- | ------- |
| Маріо Джанні | 25.06.1932 | «Ферст Вієнна» — «Болонья» — 1:0 | 5       |
| Маріо Джанні | 8.07.1934  | «Рапід» — «Болонья» — 4:1        | 14      |
| Маріо Джанні | 5.09.1934  | «Адміра» — «Болонья» — 3:2       | 53      |

| Ім'я            | Дата       | Матч                            | Хвилина |
| --------------- | ---------- | ------------------------------- | ------- |
| Анджело Ск'явіо | 15.07.1934 | «Ференцварош» — «Болонья» — 1:1 | 33      |

| Ім'я         | Дата       | Матч                       | Хвилина |
| ------------ | ---------- | -------------------------- | ------- |
| Альдо Донаті | 28.06.1932 | «Спарта» — «Болонья» — 3:0 | 34      |

## Чемпіони
| Склад команди в чемпіонському розіграші 1932 року Воротар: Маріо Джанні (4). Захисники: Еральдо Мондзельйо (4), Феліче Гаспері (4). Півзахисники: Маріо Монтесанто (4), Гастоне Мартеллі (4), Гастоне Бальді (3,1), Альдо Донаті (1). Нападники: Бруно Маїні (4.3), Рафаель Сансоне (4,1), Франсиско Федулло (4), Карло Регуццоні (4,1), Анджело Ск'явіо (3,1), Джерардо Оттані (1). Тренер: Йожеф Надь. |

| Склад команди в чемпіонському розіграші 1934 року Воротар: Маріо Джанні (8). Захисники: Феліче Гаспері (8), Еральдо Мондзельйо (6), Діно Фйоріні (3,1). Півзахисники: Джордано Корсі (8), Маріо Монтесанто (7), Альдо Донаті (7), Гастоне Мартеллі (2), Франческо Окк'юцці (2). Нападники: Бруно Маїні (8.3), Франсиско Федулло (8,1), Карло Регуццоні (8,10), Анджело Ск'явіо (6,5), Маріо Пераццоло (4,2), Рафаель Сансоне (2), Альдо Співак (1,1). Тренер: Лайош Ковач. |

| Склад команди в чемпіонському розіграші 1961 року Воротар: Ріно Радо (5), Аттіліо Сангареллі (1), Паоло Чімпель (1). Захисники: Едмондо Лоренцін (5), Паріде Тумбурус (4), Карло Фурланіс (4), Бруно Капра (4), Мірко Павінатто (2), Франко Маріні (1). Півзахисники: Бруно Таверна (5), Бруно Франціні (2), Франческо Янич (1), Романо Фольї (1), Гульєльмо Буреллі (1), Лоренцо Ноніно (1). Нападники: Ектор Демарко (6.3), Антоніо Ренна (5,1), Маріно Перані (4,1), Чезаріно Червеллаті (4), Маріо Россіні (3,1), Гаральд Нільсен (2,2), Едзіо Паскутті (2,2), Джуліо Бонафін (2), Клаудіо Веронезі (2,2), Луїс Вінісіо (1), Джанфранко Полетто (1), Славовський (1). Тренер: Фульвіо Бернардіні. |

## Кубок Націй
В 1930 році «Болонья» також виступала в Кубку Націй, клубному турнірі для чемпіонів або володарів національних кубків провідних футбольних країн Європи. Змагання проходило в Женеві. «Болонья» змогла взяти участь у змаганнях як чемпіон Італії 1929 року, так як першість 1930 року на той момент ще не була завершена.
| 02.07.1930 Перший раунд |

| «Гоу Егед» | 0:4 (0:0)  | «Болонья»                              |
| ---------- | ---------- | -------------------------------------- |
|            | (Протокол) | 50' 79' Маїні 68' Регуццоні 68' Бузіні |

| Шармілле, Женева Арбітр: Стенлі Роуз |

«Гоу Егед»: Лео Галле — Ян Брокман, Антон Удінк — Еверт Шеммекес, Ян Галле, Ян Ремеєр — Ян Стенверт, Ян де Креєк, Германн Бріллеман, Тео де Креєк, Ролоф де Вріс
«Болонья»: Маріо Джанні — Еральдо Мондзельйо, Феліче Гаспері — Луїджі Баярді (Гастоне Мартеллі, 30), Маріо Ардіссоне, Альфредо Пітто — Аллегро Фаччіні, Карло Регуццоні, Бруно Маїні, Антоніо Бузіні, Манфредо Гранді, тренер: Германн Фельснер
| 04.07.1930 1/4 фіналу |

| «Серветт»                                        | 4:1 (2:0)  | «Болонья» |
| ------------------------------------------------ | ---------- | --------- |
| Пітто 5' (аг) Був'є 42' Мінеллі 47' Пасселло 50' | (Протокол) | 44' Маїні |

| Шармілле, Женева Арбітр: Стенлі Роуз |

«Серветт»: Може — Северіно Мінеллі, Джон Дюбуше — Кікі Турлінг, Лінк, Макс Освальд — Гастон Чіррен, Пепіто Родрігес, Раймон Пасселло, Жорж Шабанель, Шарль Був'є, тренер: Тедді Дакворт
«Болонья»: Маріо Джанні — Еральдо Мондзельйо, Феліче Гаспері — Гастоне Мартеллі, Маріо Ардіссоне, Альфредо Пітто — Аллегро Фаччіні, Карло Регуццоні, Бруно Маїні, Антоніо Бузіні, Манфредо Гранді, тренер: Германн Фельснер

## Міжнародний турнір у Парижі
В 1937 році «Болонья» брала участь міжнародному турнірі до всесвітньої виставки у Парижі, куди клуб був запрошений як чемпіон Італії. Італійська команда стала переможцем змагань, обігравши у фіналі англійський «Челсі».
| 30.05.1937 1/4 фіналу |

| «Сошо»             | 1:4 (1:3) | «Болонья»                              |
| ------------------ | --------- | -------------------------------------- |
| ?' (пен.) Абегглен |           | 9' Бузоні 15', 31' Ск'явіо 54' Сансоне |

| Париж Глядачів: 12000 |

Сошо: Лоран Ді Лорто — Габріель Лаллуа, Етьєн Маттле — Роже Хуг, Янош Сабо, Максим Леманн — Роже Куртуа, Андре Абегглен, Мігель Лаурі, Войтех Брадач, Бернар Вільямс
Болонья: Карло Черезолі — Діно Фйоріні, Феліче Гаспері — Маріо Монтесанто, Мікеле Андреоло, Джордано Корсі — Джованні Бузоні, Рафаель Сансоне, Анджело Ск'явіо, Франсиско Федулло, Карло Регуццоні
| 03.06.1937 1/2 фіналу |

| «Болонья»                | 2:0 (2:0) | «Славія» |
| ------------------------ | --------- | -------- |
| 25' Регуццоні 43' Бузоні |           |          |

| Лілль |

Болонья: Карло Черезолі — Діно Фйоріні, Маріо Паготто — Маріо Монтесанто, Мікеле Андреоло, Джордано Корсі — Джованні Бузоні, Рафаель Сансоне, Анджело Ск'явіо, Франсиско Федулло, Карло Регуццоні
Славія: Алоїз Буреш — Адольф Фіала, Фердинанд Даучик — Антонін Водічка, Карел Пруха, Ян Трухлар — Вацлав Горак, Бедржих Вацек, Їржі Соботка, Властиміл Копецький, Бедржих Єзбера
| 6 червня 1937 Фінал |

| «Болонья»                          | 4:1      | «Челсі»   |
| ---------------------------------- | -------- | --------- |
| 15', 31', 65' Регуццоні 20' Бузоні | протокол | 72' Вівер |

| «Коломб», Париж Глядачів: 22,000 Арбітр: Люсьєн Леклерк |

Болонья: Карло Черезолі, Діно Фйоріні, Феліче Гаспері, Маріо Монтесанто, Мікеле Андреоло, Джордано Корсі, Джованні Бузоні, Рафаель Сансоне, Анджело Ск'явіо, Франсиско Федулло, Карло Регуццоні, тренер: Арпад Вейс
Челсі: Алекс Джексон, Нед Баркас, Джордж Барбер, Біллі Мітчелл, Аллан Крейг, Сем Вівер, Дік Спенс, Джиммі Арге, Джо Бембрік, Джордж Гібсон, Ернест Рейд, тренер: Леслі Найтон